# DVD-spelare (datorprogram)
DVD-spelare är ett program från Apple som ingår i macOS. Syftet med programmet är att spela upp dvd-filmer.
Programmet uppdaterades till att vara en 64-bitars programvara i macOS Mojave beta 5 för att förbereda inför macOS nästa stora uppdatering som släpps 2019 där 32-bitars programvara inte längre kommer kunna köras.